# Versöhnungskirche (Germersheim)
Die Protestantische Versöhnungskirche ist ein Gotteshaus einer Gemeinde der Evangelischen Kirche der Pfalz in Germersheim im gleichnamigen Landkreis in Rheinland-Pfalz.

## Geschichte

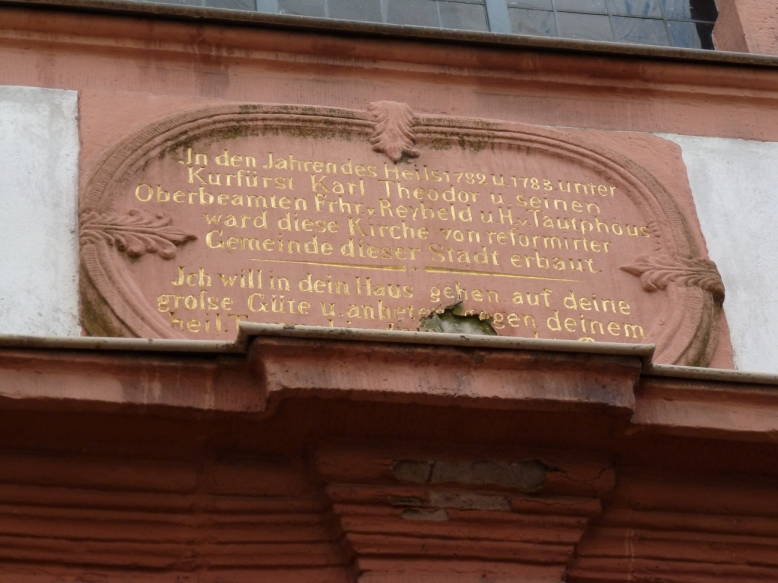
Inschrift

Der Grundstein der Protestantischen Versöhnungskirche  wurde am 26. November 1782 gelegt. Die Einweihung erfolgte am 24. Oktober 1784. Die Bauinschrift in einer Kartusche über dem Portal lautet:
„In den Jahren des Heils 1782 und 1783 unter Kurfürst Karl Theodor und seinen Oberbeamten Freiherr von Reybeld und H. von Tautphöus ward diese Kirche von reformierter Gemeinde dieser Stadt erbaut.“
Darunter ist folgendes Bibelzitat zu finden:
„Ich will in dein Haus gehen auf deine große Güte u. anbeten gegen deinem heil. Tempel in deiner Furcht. Ps. V.8“.
Die Kirche dient seit 1818, dem Jahr der Union zwischen den lutherischen und den reformierten Kirchengemeinden in der Pfalz, der vereinigten Prot. Kirchengemeinde der Stadt als Gotteshaus. Am 25. Oktober 2009, genau 225 Jahre und einen Tag nach ihrer Indienststellung, erhielt die Kirche im Rahmen eines Festgottesdienstes den Namen „Versöhnungskirche“.

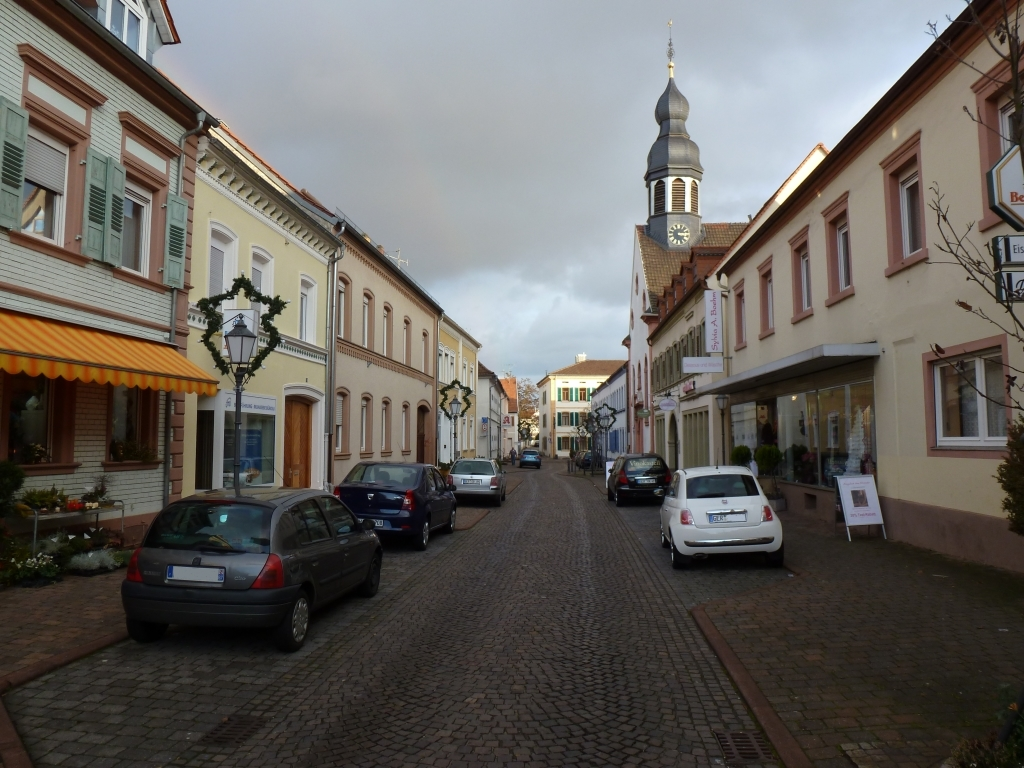
Marktstraße mit Versöhnungskirche

## Bauwerk
Die Versöhnungskirche ist kein freistehendes Bauwerk, sondern in die Häuserfront des Straßenzuges eingegliedert. Während sich die Fassade der Nordwand mit dem Hauptportal in der Marktstraße befindet, grenzt der Altarraum an die Mittelstraße. Beide Straßen wurden bereits im Mittelalter erwähnt und gehören damit zum ältesten Teil der Stadt.
Die Kirche ist eine Rechteckanlage mit 4:3 Fensterachsen. Die Flachdecke befindet sich über einer großen Hohlkehle und Gesims. An der Nord- und Westwand befindet sich eine Empore auf Rundsäulen. Die Brüstung ist geschlossen und gefeldert. Die Kanzel hat einen runden Korpus mit kannelierten Pilastern und klassizistischen Gehängen. Die Fenster sind rundbogig und haben eine Hausteinrahmung mit Kämpern und Keilstein. Am Giebel befinden sich außerdem drei kreisrunde Fenster.
Das Hauptportal an der Nordseite zeigt eine korbbogige Öffnung zwischen verkröpften ionischen Pilastern. Oberhalb des Portals befindet sich ein verkürztes Rundbogenfenster. Als Glockenturm dient ein achtseitiger Dachreiter über dem Fassadengiebel. Er ist mit Schieferverkleidung, rundbogigen Schallöffnungen und einer profilierten Kuppelhaube versehen.

## Orgel
Die Orgel der Versöhnungskirche wurde von 1955 bis 1957 von Oberlinger (Windesheim) mit mechanischen Trakturen gebaut. Hierfür wurde eine große Zahl der Pfeifen des 1831 von Louis Voit (Durlach) gebauten Vorgängerinstrumentes wiederverwendet. Sie verfügte zum Zeitpunkt der Erbauung über 21 Register auf zwei Manualen und Pedal. Im Jahr 1977 erfolgten ebenfalls durch Oberlinger Umbauarbeiten, bei welchen drei vorbereitete Register (Krummhorn, Pedalmixtur, Schalmei) ergänzt wurden, sodass sie heute über 24 klingende Register verfügt. Die Firma führte in den Jahren 1989 und 1990 umfangreiche Reparatur- und Instandhaltungsarbeiten an der Orgel aus. 2019/20 wurde die Orgel durch Orgelbaumeister P. Ohlert (Kirkel) überarbeitet und die Mechanik überarbeitet. Hierbei wurden drei Register ausgetauscht: Statt Cymbel wurde ein Salicional eingebaut, Pedalmixtur durch Gemshorn 8' ersetzt sowie eine gebrauchte Trompete 8' (Oberlinger 1972 aus der St. Georgskirche Kandel) anstelle Schalmei 4' ins Pedal gesetzt. Ihre Windladen sind als Schleifladen ausgeführt. 
Die heutige Disposition lautet:
| I Hauptwerk C–g3 |               |        |
| 01.              | Prinzipal     | 8′     |
| 02.              | Rohrflöte     | 8′     |
| 03.              | Oktave        | 4′     |
| 04.              | Kleingedackt  | 4′     |
| 05.              | Quinte        | 2 ⁄3′  |
| 06.              | Superoktav    | 2′     |
| 07.              | Terz          | 1 3⁄5′ |
| 08.              | Flageolett II | 1′     |
| 09.              | Mixtur V      | 1 ⁄3′  |
| 10.              | Trompete      | 8′     |
|                  | Tremulant     |        |
|                  | Zimbelstern   |        |

| II Oberwerk C–g3 |             |        |    |
| 11.              | Gedackt     | 8′     |    |
| 12.              | Salicional  | 8'     | N2 |
| 13.              | Koppelflöte | 4′     |    |
| 14.              | Principal   | 2′     |    |
| 15.              | Terzflöte   | 1 3⁄5′ |    |
| 16.              | Quinte      | 1 ⁄3′  |    |
| 17.              | Sifflöte    | 1′     |    |
| 18.              | Krummhorn   | 8′     | N1 |
|                  | Tremulant   |        |    |

| Pedal C–f1 |           |     |    |
| 19.        | Subbaß    | 16′ |    |
| 20.        | Oktavbaß  | 8′  |    |
| 21.        | Gemshorn  | 8'  | N2 |
| 22.        | Choralbaß | 4′  |    |
| 23.        | Posaune   | 16′ |    |
| 24.        | Trompete  | 8'  | N2 |

Anmerkungen:

N1 = Im Jahr 1977 nachträglich durch Oberlinger eingebaut
N2 = 2019/20 durch OBM Ohlert eingebaut
- Koppeln: II/I, I/P, II/P

Die vorherige Disposition (1977–2019) lautete:
| I Hauptwerk C–g3 |               |        |
| 01.              | Prinzipal     | 8′     |
| 02.              | Rohrflöte     | 8′     |
| 03.              | Oktave        | 4′     |
| 04.              | Kleingedackt  | 4′     |
| 05.              | Quinte        | 2 ⁄3′  |
| 06.              | Superoktav    | 2′     |
| 07.              | Terz          | 1 3⁄5′ |
| 08.              | Flageolett II | 1′     |
| 09.              | Mixtur V      | 1 ⁄3′  |
| 10.              | Trompete      | 8′     |
|                  | Tremulant     |        |
|                  | Zimbelstern   |        |

| II Oberwerk C–g3 |             |        |   |
| 11.              | Gedackt     | 8′     |   |
| 12.              | Koppelflöte | 4′     |   |
| 13.              | Principal   | 2′     |   |
| 14.              | Terzflöte   | 1 3⁄5′ |   |
| 15.              | Quinte      | 1 ⁄3′  |   |
| 16.              | Sifflöte    | 1′     |   |
| 17.              | Zimbel IV   | 1⁄2′   |   |
| 18.              | Krummhorn   | 8′     | N |
|                  | Tremulant   |        |   |

| Pedal C–f1 |                |     |    |
| 19.        | Subbaß         | 16′ |    |
| 20.        | Oktavbaß       | 08′ |    |
| 21.        | Choralbaß      | 04′ |    |
| 22.        | Pedalmixtur IV | 02′ | 0N |
| 23.        | Posaune        | 16′ |    |
| 24.        | Schalmei       | 04′ | 0N |

Anmerkungen:

N = Im Jahr 1977 nachträglich durch Oberlinger eingebaut
- Koppeln: II/I, I/P, II/P